# Thời kỳ Muromachi
| Lịch sử Nhật Bản | Lịch sử Nhật Bản |
| --- | ---------------- |
| Tiền sửThời kỳ đồ đá cũ ~15000 TCN Thời kỳ Jōmon (Thằng Văn) ~15000 TCN–300 TCN Thời kỳ Yayoi (Di Sinh) tk 4 TCN–tk 3 |                  |
| Cổ đạiThời kỳ Kofun (Cổ Phần) tk 3–tk 7 Thời kỳ Asuka (Phi Điểu) 592–710 Thời kỳ Nara (Nại Lương) 710–794 Thời kỳ Heian (Bình An) 794–1185 |                  |
| Phong kiếnThời kỳ Kamakura (Liêm Thương) 1185–1333 Tân chính Kemmu (Kiến Vũ) 1333–1336 Thời kỳ Muromachi (Thất Đinh) 1336–1573 Thời kỳ Nam-Bắc triều 1336–1392 Thời kỳ Chiến Quốc 1467–1590 Thời kỳ Azuchi-Momoyama (An Thổ-Đào Sơn) 1573–1603 Mậu dịch Nanban (Nam Man) Chiến tranh Nhật Bản – Triều Tiên 1592–1598 Thời kỳ Edo/Tokugawa (Giang Hộ/Đức Xuyên)1603–1868 Chiến tranh Nhật Bản – Lưu Cầu Chiến dịch Ōsaka (Đại Phản) Tỏa Quốc Đoàn thám hiểm Perry Hiệp ước Kanagawa (Thần Nại Xuyên) Bakumatsu (Mạc mạt) Minh Trị Duy tân Chiến tranh Boshin (Mậu Thìn) |                  |
| Hiện đạiThời kỳ Minh Trị (Meiji) 1868–1912 Nhật xâm lược Đài Loan 1874 Chiến tranh Tây Nam Chiến tranh Nhật–Thanh Hiệp ước Mã Quan Chiến tranh Ất Mùi 1895 Phong trào Nghĩa Hòa Đoàn Hòa ước Portsmouth Hiệp ước Nhật–Triều 1910 Thời kỳ Đại Chính (Taishō) 1912-1926 Nhật Bản trong Thế chiến thứ nhất Sự can thiệp của Nhật Bản vào Siberia Đại thảm họa động đất Kantō 1923 Thời kỳ Chiêu Hòa (Shōwa) 1926–1989 Chủ nghĩa quân phiệt Nhật Bản Sự kiện Phụng Thiên Nhật Bản xâm lược Mãn Châu Hiệp ước chống Quốc tế Cộng sản Chiến tranh Trung–Nhật Cuộc tấn công Trân Châu Cảng Vụ ném bom nguyên tử xuống Hiroshima và Nagasaki Chiến tranh Xô–Nhật Nhật Bản đầu hàng Thời kỳ bị chiếm đóng 1945-1952 Nhật Bản thời hậu chiếm đóng Kỳ tích kinh tế Nhật Bản thời hậu chiến Thời kỳ Bình Thành (Heisei) 1989–2019 Thập niên mất mát Động đất Kobe 1995 Cool Japan Động đất và sóng thần Tōhoku 2011 Thời kỳ Lệnh Hòa (Reiwa) 2019–nay Đại dịch COVID-19 tại Nhật Bản |                  |
| Xem thêm Thiên hoàng • Niên biểu • Đế quốc Nhật Bản Kinh tế • Giáo dục • Quân sự • Hải quân • Di sản thế giới |                  |
| x t s |                  |

Thời kỳ Muromachi (tiếng Nhật: 室町時代, Muromachi-jidai, còn gọi là "Thất Đinh thời đại" hay "Mạc phủ Muromachi", "thời kỳ Ashikaga", "Mạc phủ Ashikaga") là một thời kỳ trong lịch sử Nhật Bản trong khoảng từ năm 1336 đến năm 1573. Thời kỳ đánh dấu sự thống trị của Mạc phủ Ashikaga, chính thức thành lập năm 1336 bởi Shogun Muromachi đầu tiên Ashikaga Takauji. Thời kỳ này chấm dứt năm 1573 khi Shogun thứ 15 và cuối cùng Ashikaga Yoshiaki bị Oda Nobunaga đuổi khỏi thủ đô Kyoto.
Những năm đầu từ 1336 đến 1392 của thời kỳ Muromachi cũng được gọi là thời kỳ Nanboku-chō hay Nam Bắc Triều (南北朝時代 Nanbokuchō-jidai). Những năm sau đó từ 1467 đến khi chấm dứt còn gọi là thời kỳ Sengoku.

## Mạc phủ Ashikaga
Thời kỳ nhà Ashikaga thống trị (1336–1573) được gọi là Muromachi từ tên một quận của Kyoto nơi họ đặt tổng hành dinh của mình sau khi Shogun thứ 3 Ashikaga Yoshimitsu (足利 義満) xây dựng dinh thự của mình ở đó năm 1378. Cái để phân biệt giữa hai hình thức bakufu (幕府) Ashikaga và Kamakura là, trong khi Kamakura tồn tại trong thế cân bằng với triều đình Kyoto, Ashikaga tước đoạt mọi quyền lực còn lại của triều đình. Tuy vậy, Mạc phủ Ashikaga không mạnh như Kamakura vì đã và đang lo ngại lớn vì cuộc nội chiến. Cho đến thời Ashikaga Yoshimitsu (Shogun thứ 3, 1368–94, và Chưởng ấn quan, 1394–1408), họ vẫn không có vẻ gì là đã nổi lên thực sự.

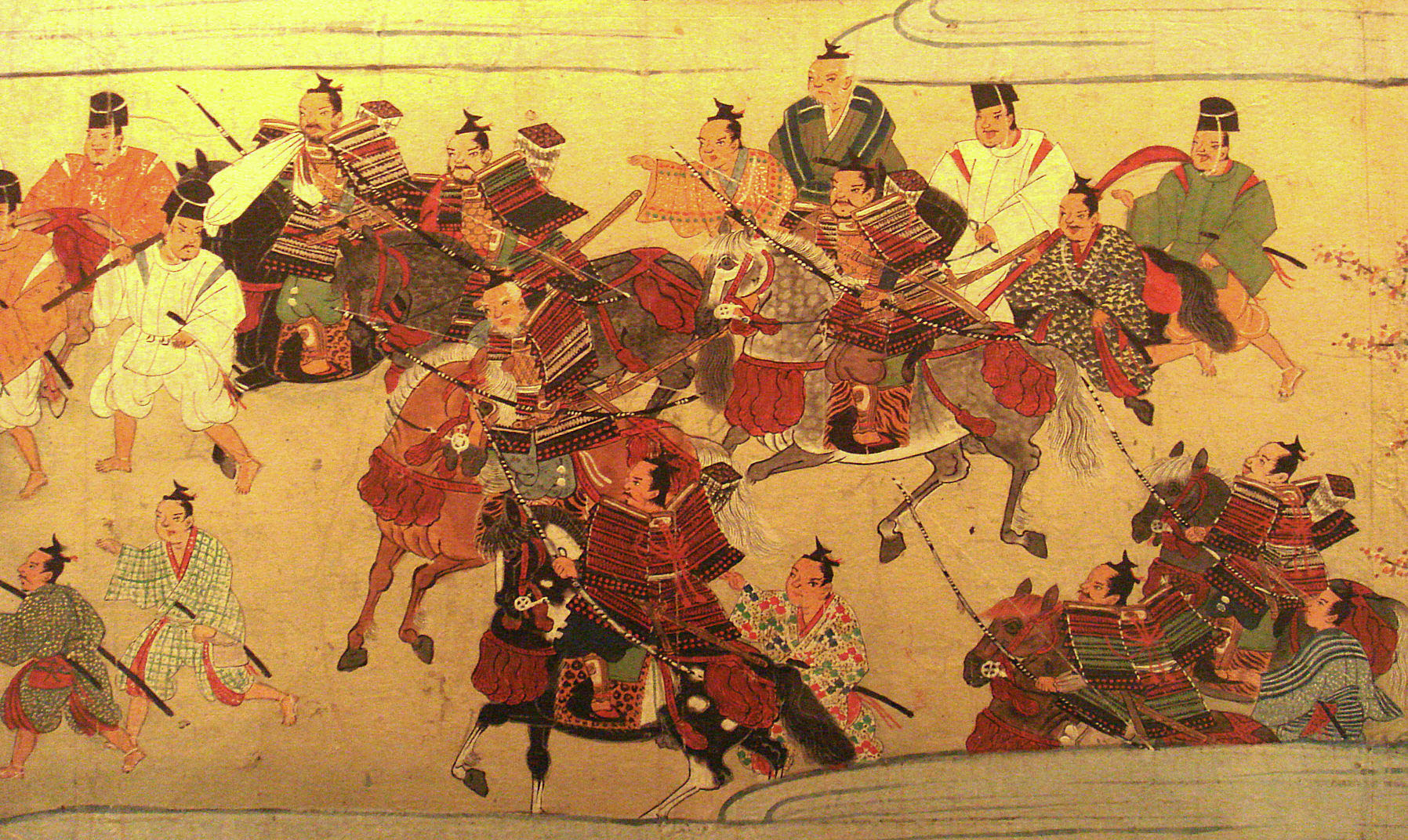
Samurai Muromachi (1538).

Yoshimitsu cho phép các đốc quân, có quyền lực bị giới hạn dưới thời Kamakura, trở thành người chủ mạnh hơn trong vùng, sau này gọi là daimyo (大名, "đại danh"). Trong thời điểm dó, sự cân bằng của quyền lực tiến triển giữa Shogun và các daimyo; ba gia đình daimyo nổi bật nhất thay nhau làm "phó" cho Shogun tại Kyoto. Yoshimitsu cuối cùng thành công trong việc thống nhất Bắc Triều và Nam Triều năm 1392, nhưng, bất chấp lời hứa cân bằng lớn hơn giữa hai chi của Hoàng tộc, Bắc triều vẫn kiểm soát ngôi báu thời gian sau. Dòng họ của các Shogun yếu dần sau Yoshimitsu và ngày càng mất quyền lực về tay các daimyo và những người có quyền lực ở địa phương. Quyết định của Shogun về việc kế vị ngôi vua trở nên vô nghĩa, và các daimyo đứng đằng sau ứng cử viên của mình. Thời đó, gia đình Ashikaga có vấn đề kế vị của riêng mình, cuối cùng dẫn đến cuộc chiến tranh Ōnin (応仁の乱 Ōnin no Ran, 1467–1477), tàn phá Kyoto và thực sự đã chấm dứt quyền lực quốc gia của Mạc phủ. Lỗ hổng quyền lực tạo ra một thế kỷ hỗn loạn sau đó.

## Phát triển kinh tế và văn hóa

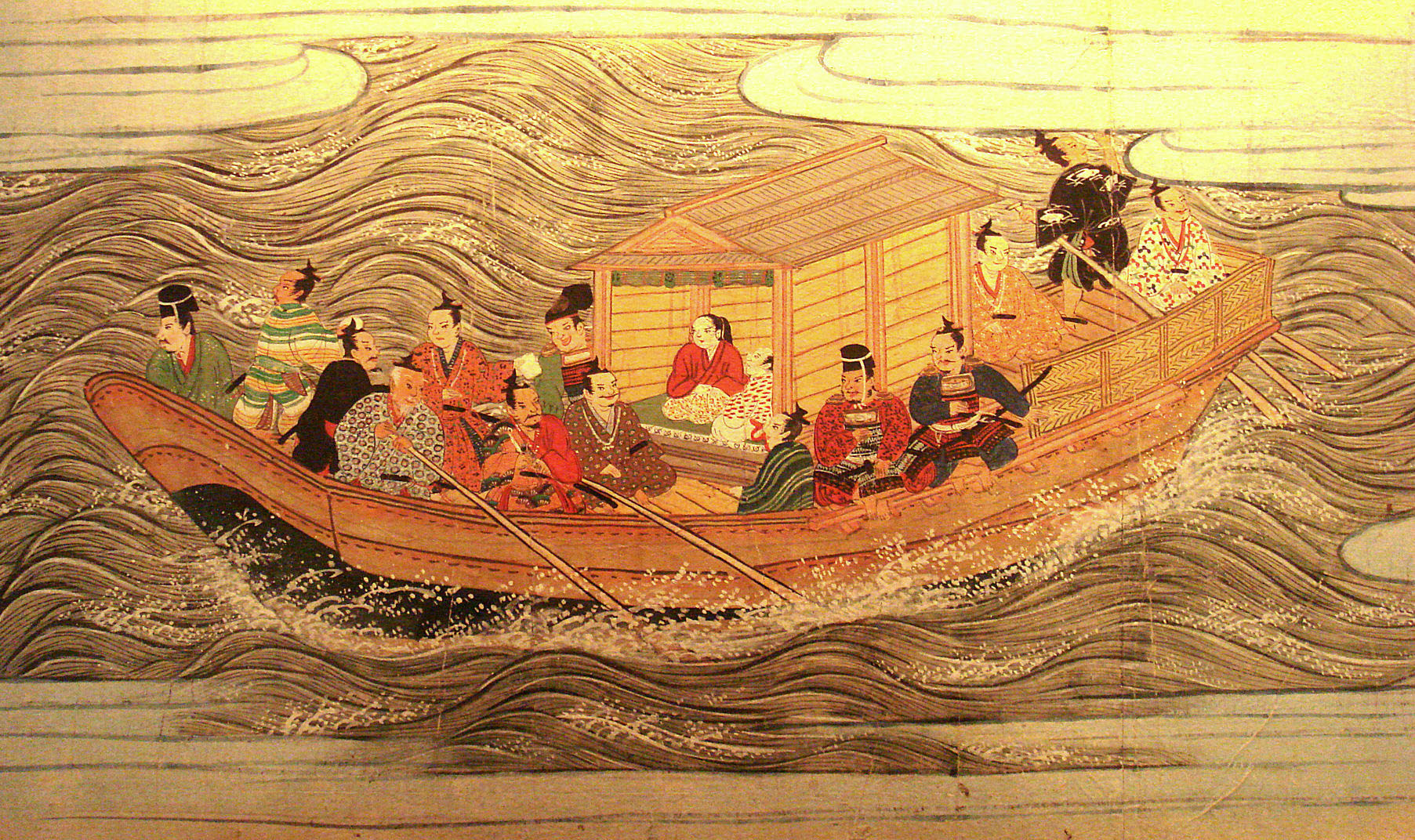
Một con thuyền thời Muromachi (1538).

Quan hệ với nhà Minh (明, 1368-1644) Trung Quốc được làm mới trong thời Muromachi sau khi Trung Quốc tìm kiếm sự trợ giúp để dẹp yên cướp biển Nhật Bản ở vùng bờ biển Trung Quốc. Cướp biển Nhật Bản thời kỳ và vùng này được gọi là 倭寇, wokou, "hòa khấu". Muốn tăng cường quan hệ với Trung Quốc và trừ bỏ mối lo về wokou, Yoshimitsu chấp nhận quan hệ với người Trung Quốc kéo dài nửa thế kỷ. Năm 1401 ông bắt đầu hệ thống cống phẩm, tự gọi mình trong một bức thư gửi Hoàng đế Trung Hoa là "Thần dân của người, Vua của Nhật Bản". Gỗ, lưu huỳnh, quặng đồng, kiếm và quạt gấp được đổi lấy tơ lụa, đồ sứ, sách và đồng xu Trung Quốc, người Trung Quốc xem đó là cống phẩm nhưng Nhật Bản lại xem là những thương vụ có lời.
Dưới thời Mạc phủ Ashikaga, một nền văn hóa quốc gia mới, gọi là văn hóa Muromachi, nảy sinh từ trụ sở Mạc phủ tại Kyoto rồi vươn tới mọi giai tầng trong xã hội.

### Thiền tông
Thiền tông đóng một vai trò lớn không chỉ trong việc truyền bá tôn giáo mà cả ảnh hưởng tới quan điểm thẩm mỹ, đặc biệt là nhận được từ các bức họa Trung Hoa triều Tống (960-1279), triều Nguyên, và triều Minh. Sự gần gụi của triều đình với Mạc phủ dẫn đến sự pha trộn của Hoàng tộc, cận thần, daimyo, samurai, và các nhà sư Thiền tông. Tất cả các bộ môn nghệ thuật —kiến trúc, văn học, kịch Noh (能), hài kịch, thơ, trà đạo, làm vườn và cắm —đều nở rộ dưới thời Muromachi.

### Thần đạo (Shinto)

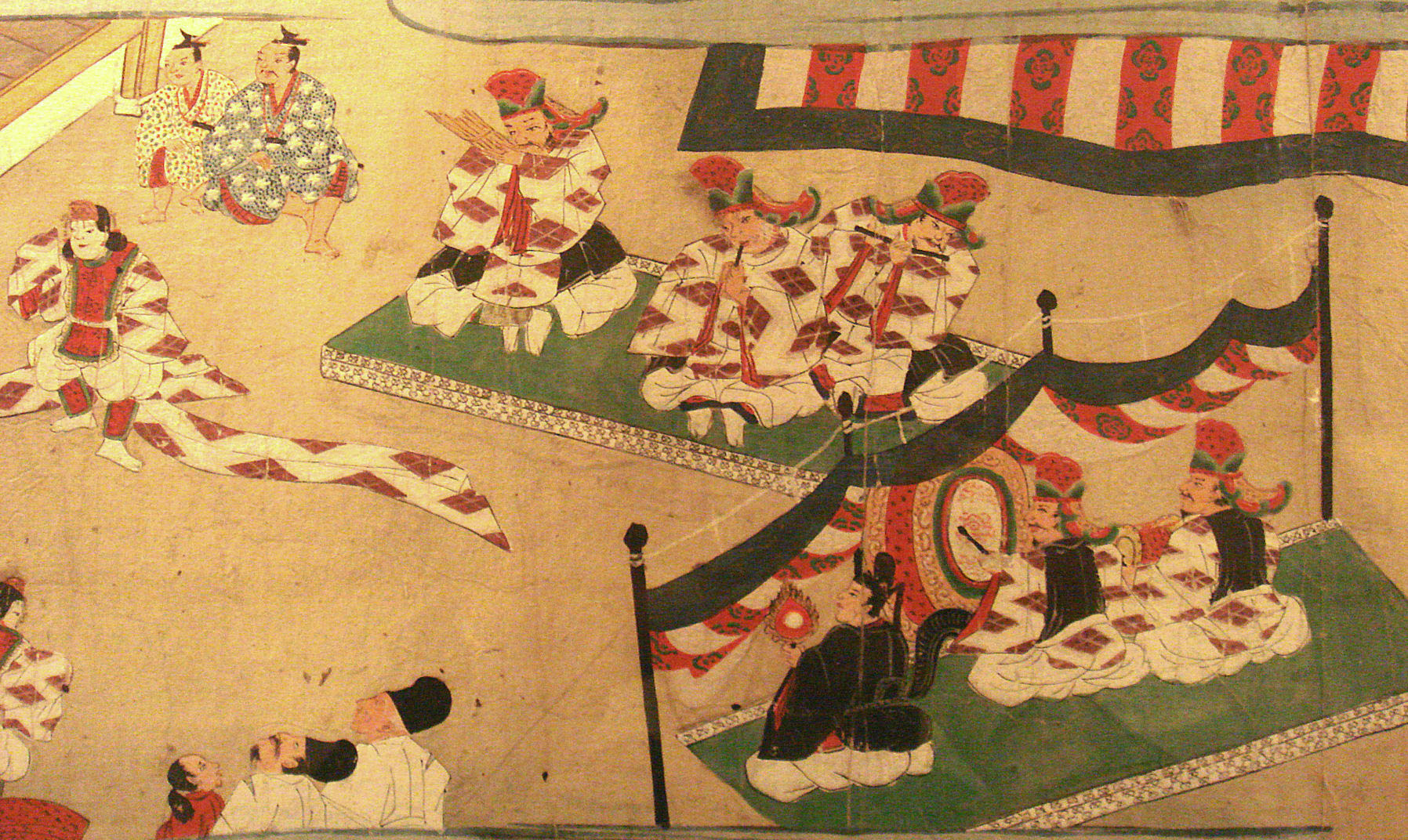
Biểu diễn nhạc dưới thời Muromachi (1538).

Cũng có những mối quan tâm mới đến Shinto (神道, "Thần đạo"), cùng tồn tại một cách lặng lẽ bên cạnh Phật giáo (仏教 Bukkyo) trong nhiều thế kỷ Phật giáo thống trị trước kia. Thực ra, Shinto, thiếu kinh sách và có ít người đi theo, kết quả của các nghi lễ thần bí bắt đầu từ thời Nara, áp dụng nhiều lễ nghi của Chân Ngôn Tông. Từ thế kỷ 8 đến thế kỷ 14, Shinto gần như bị hấp thụ vào Phật giáo, trở thành cái gọi là Ryōbu Shinto. Cuộc xâm lăng của quân Mông Cổ trong thế kỷ 13, tuy vậy, làm thức tỉnh tinh thần dân tộc về vai trò của kamikaze trong việc đánh bại quân thủ. Chưa đến 50 năm sau đó (1339-43), Kitabatake Chikafusa (北畠 親房, 1293-1354), Tổng tư lệnh quân đội Nam triều viết Jinnōshōtōki (神皇正統記, 'Thần Hoàng Chính Thống ký'). Tác phẩm nhấn mạnh đến tầm quan trọng của việc duy trì dòng dõi thần thánh của Hoàng tộc từ thần Amaterasu đến Thiên hoàng hiện tại, một điều kiện để đem lại cho nước Nhật một "quốc thể" (kokutai) đặc biệt. Bên cạnh củng cố thêm cho tư cách thần thánh của Thiên hoàng, Jinnōshōtōki đem lại cho Shinto một quan điểm lịch sử, nhấn mạnh bản chất thần thánh của tất cả người Nhật và uy thế tinh thần của toàn đất nước đối với Trung Quốc và Ấn Độ. Kết quả là, một sự thay đổi dần dần diễn ra giữa thế cân bằng giữa tôn giáo kép Phật giáo–Shinto. Từ thế kỷ 14 đến 17, Shinto lại hồi sinh như là hệ thống niềm tin chính, phát triển triết học và kinh sách của riêng mình (dựa trên phép tắc của Nho giáo và Phật giáo), và trở thành một cơ sở hùng mạnh của chủ nghĩa quốc gia.

## Chiến tranh giữa các tỉnh và quan hệ ngoại giao
Chiến tranh Ōnin (応仁の乱 Ōnin no Ran, 1467–1477) dẫn đến sự tan rã và hủy hoại nghiêm trọng về chính trị của các lãnh địa: đấu tranh mãnh liệt vì đất đai và quyền lực kéo dài giữa các thủ lĩnh võ sỹ cho đến giữa thế kỷ 16. Nông dân nổi lên chống lại các lãnh chúa của họ và samurai chống lại chủ khi sự kiểm soát trung tâm về đạo đức biến mất. Hoàng gia trở nên nghèo khổ, và Mạc phủ bị kiểm soát bởi các thủ lĩnh luôn đấu tranh với nhau tại Kyoto. Các lãnh địa tại các tỉnh nổi lên từ chiến tranh Ōnin nhỏ hơn và dễ kiểm soát hơn. Nhiều daimyo (大名) nhỏ nổi lên trong số các samurai đã lật đổ lãnh chúa của mình. Việc phòng thủ biên giới được tăng cường, và các ngôi thành/lâu đài được xây dựng để bảo vệ các vùng đất mới mở rộng, rồi khảo sát đất đai được thực hiện, xây dựng đường sá, và các khu mỏ được mở cửa. Gia quy mới cung cấp nhiều biện pháp thiết thực để quản trị, nhấn mạnh đến trách nhiệm và quy tắc ứng xử. Nhấn mạnh đến thành công trong chiến tranh, quản lý đất đai và tài chính. Các liên minh đáng ngại được bảo vệ bởi những luật lệ hôn nhân hà khắc. Xã hội quý tộc bị các nhân vật quân sự áp đảo. Phần còn lại của xã hội bị kiểm soát trong một hệ thống chư hầu. Shoen bị xóa sạch và quý tộc triều đình và các lãnh chúa vắng mặt bị tước quyền sở hữu. Các daimyo mới trực tiếp kiểm soát đất đai, nông dân bị giữ trong thân phận nông nô vĩnh viễn để đổi lấy sự bảo vệ.

### Ảnh hưởng tới kinh tế của chiến tranh giữa các lãnh địa
Phần lớn các cuộc chiến trong thời kỳ này đều ngắn và được địa phương hóa, mặc dù nó diễn ra trên khắp nước Nhật. Đến năm 1500 toàn bộ đất nước chìm sâu trong nội chiến. Tuy vậy, thay vì phá nát nền kinh tế địa phương, sự di chuyển thường xuyên của quân đội lại thúc đẩy giao thông và liên lạc, đổi lại là khoản thu tăng thêm cho lệ phí cầu đường và quân nhu. Để tránh những loại phí này, thương mại chuyển đến vùng trung tâm, nơi không daimyo nào kiểm soát được, và tới biển Nhật Bản. Kinh tế phát triển và mong muốn bảo vệ các lợi ích từ giao thương đưa đến sự ra đời của thương nhân và phường thợ.

### Ảnh hưởng phương Tây

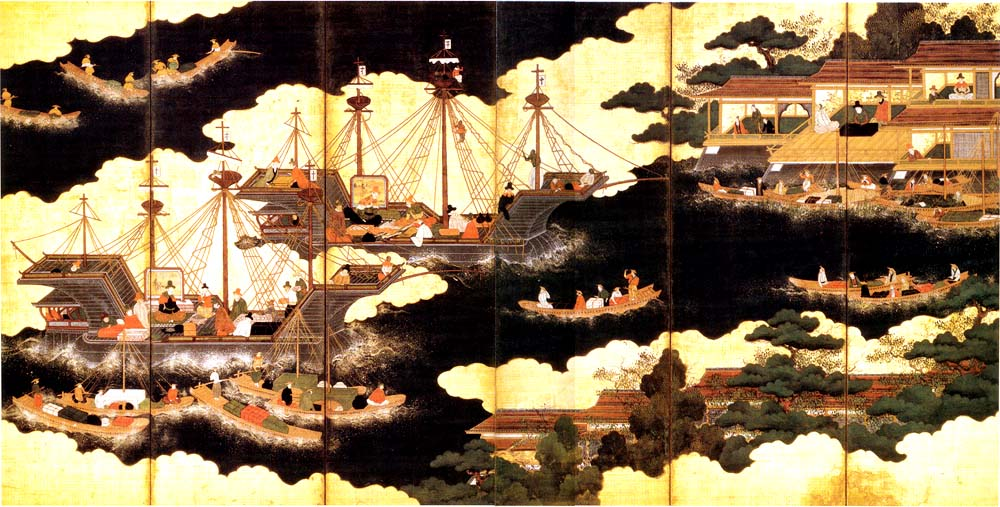
Các con tàu Nanban đến Nhật Bản giao thương, tranh vẽ thế kỷ 16.

Cho đến cuối thời Muromachi, người châu Âu đầu tiên đã xuất hiện. Người Bồ Đào Nha đổ bộ lên phía Nam đảo Kyūshū (九州, "Cửu Châu") năm 1543 và trong vòng hai năm tiến hành các chuyến cập cảng đều đặn, bắt đầu thời kỳ kéo dài gần một thế kỷ, thời kỳ mậu dịch Nanban. Người Tây Ban Nha đến năm 1587, tiếp đó là người Hà Lan năm 1609. Người Nhật bắt đầu cố nghiên cứu kỹ lưỡng các công dân phương Tây, và các cơ hội mới được mạng lại cho nền kinh tế, cùng với sự thách thức chính trị nghiêm trọng. Hỏa khí, vải, đồ thủy tinh, đồng hồ, thuốc là, và các phát minh của phương Tây khác được đổi lấy vàng và bạc Nhật Bản. Rất nhiều tiền được tích lũy qua thương mại, và các damiyo nhỏ hơn, đặc biệt là ở Kyūshū, gia tăng mạnh mẽ quyền lực của mình. Chiến tranh giữa các tỉnh trở nên khốc liệt hơn sau sự du nhập của hỏa khí, ví dụ như súng hỏa mai và đại bác, và việc sử dụng nhiều bộ binh hơn.

### Cơ Đốc giáo

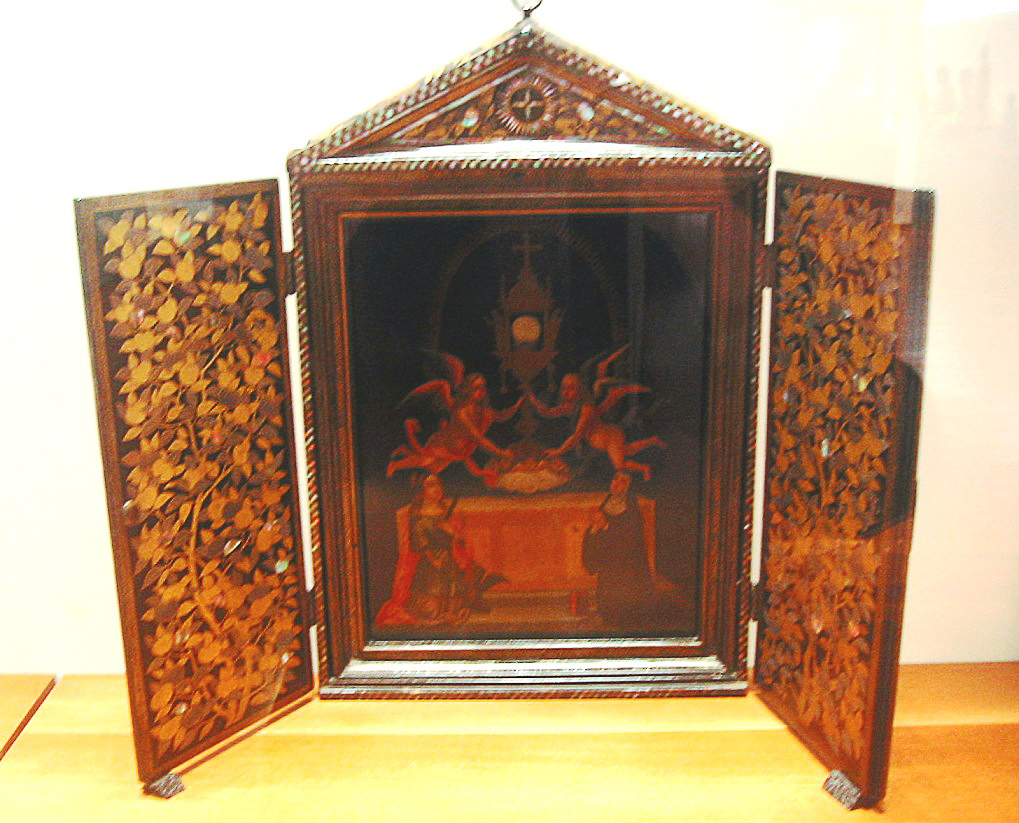
Bệ thờ tạ ơn Nhật Bản, phong cách Nanban, cuối thế kỷ 16, Bảo tàng Guimet.

Cơ Đốc giáo có ảnh hưởng đến Nhật Bản, phần lớn qua các nỗ lực của Dòng Tên, đầu tiên là giáo sĩ Francis Xavier (1506–1552), người đến Kagoshima ở phía Nam đảo Kyūshū năm 1549. Cả daimyo và thương nhân đều hướng đến sự thu xếp tốt hơn về thương mại cũng như nông dân với người cải đạo. Cho đến năm 1560 Kyoto đã trở thành một khu vực quan trọng cho hoạt động truyền giáo ở Nhật Bản. Năm 1568 cảng Nagasaki, phía Tây Bắc Kyūshū, mở cửa bởi một daimyo Cơ Đốc giáo và được giao cho dòng tu Jesus quản lý năm 1579. Cho đến năm 1582 có khoảng 150.000 người cải đạo (2% dân số) và 200 nhà thờ. Nhưng sự khoan dung của Mạc phủ với sự ảnh hưởng từ bên ngoài này giảm dần khi đất nước được thống nhất hơn và sự mở cửa giảm sút. Việc trục xuất đạo Cơ đốc bắt đầu năm 1587 và đàn áp hoàn toàn năm 1597. Mặc dù ngoại thương vẫn được khuyến khích, nó bị quản lý chặt chẽ, và cho đến năm 1640, sự loại trừ và đàn áp Cơ Đốc giáo đã trở thành quốc sách (Xem thời kỳ Tokugawa, 1600–1867, chương sau; Religious and Philosophical Traditions, ch. 2).

## Các sự kiện
- 1336: Ashikaga Takauji chiếm Kyoto và ép Go-Daigo chạy xuống Nam triều (Yoshino, phía Nam Kyoto)
- 1338: Ashikaga Takauji tuyên bố mình là tướng quân, chuyển thủ đô đến quận Muromachi của Kyoto và hỗ trợ Bắc triều
- 1392: Nam triều đầu hàng Shogun Ashikaga Yoshimitsu và Đế chế lại thống nhất
- 1397: Ashikaga Yoshimitsu xây dựng chùa Kinkaku-ji.

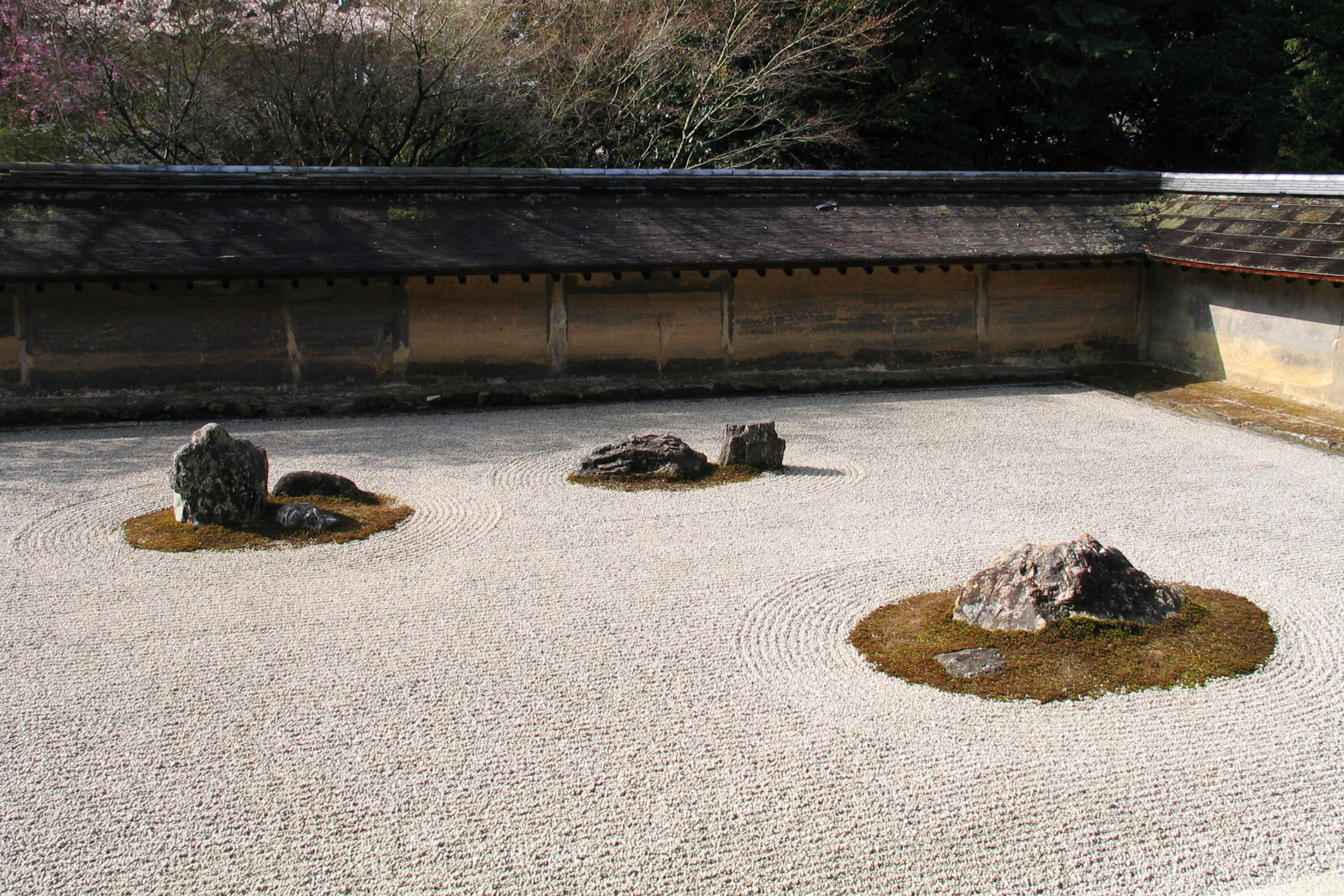
Vườn đá Ryōan-ji

- 1450: Ryōan-ji được xây dựng bởi Hosokawa Katsumoto.
- 1457: Edo được xây dựng
- 1467: Chiến tranh Ōnin giữa các lãnh chúa phong kiến (daimyo)
- 1489: Ginkakuji được xây dựng bởi Ashikaga Yoshimasa
- 1543: Súng được giới thiệu bởi một người Bồ Đào Nha bị đắm tàu
- 1546: Hōjō Ujiyasu đã chiến thắng Trận Kawagoe và trở thành người cai trị vùng Kantō
- 1549: Nhà truyền giáo Công giáo Francis Xavier đến Nhật Bản
- 1555: Mōri Motonari, người đã chiến thắng Trận chiến Miyajima, trở thành người cai trị của vùng Chūgoku
- 1560: Trận chiến Okehazama
- 1568: Đại danh Oda Nobunaga tiến vào Kyoto và kết thúc cuộc nội chiến[1]
- 1570: Tổng Giám mục Edo được thành lập và Dòng Tên đầu tiên của Nhật Bản được tấn phong
- 1570: Trận chiến Anegawa
- 1573: Oda Nobunaga lật đổ bakufu Muromachi và mở rộng quyền kiểm soát của mình trên toàn Nhật Bản[1]:281